# Cataratas de Dudsagar
Las Cataratas de Dudsagar son unas cascadas de cuatro niveles situadas en el río Mandovi en el estado de Goa, en la India. Están a 60 km de Panaji por carretera y se encuentran en la ruta ferroviaria Madgaon - Belgaum unos 46 km al sur de Madgaon y 60 km al norte de Belgaum. Dudhsagar es una de las cascadas más altas de la India con una altura de 310 m ( 1.017 pies) y una anchura media de 30 metros (100 pies).
Las cataratas se encuentran en el Santuario Bhagwan Mahaveer y el Parque Nacional Mollem entre los ghats occidentales. La cascada forma la frontera entre los estados de Karnataka y Goa. La zona está rodeada de unos bosques caducifolios con una rica diversidad biológica. Las cataratas no son particularmente espectaculares durante la estación seca, pero durante la temporada del monzón, sin embargo, las caídas son alimentadas por las lluvias y forman una enorme fuerza de agua.